# Hjalmar Christoffersen
Hjalmar Johan Christoffersen (Copenhaguen, 1 de desembre de 1889 - Copenhaguen, 28 de desembre de 1966) va ser un futbolista danès que va competir a començament del segle xx. Jugà com a davanter i en el seu palmarès destaca la medalla de plata en la competició de futbol dels Jocs Olímpics d'Estocolm, el 1912.
Pel que fa a clubs, jugà al Frem i al Østerbros Boldklub. A la selecció nacional jugà un sol partit, contra  Noruega, en què no marcà cap gol.